# Steve Passeur
Etienne Christophe Nicolas Morin connu sous le nom de plume Steve Passeur, est un dramaturge et scénariste français, né  le 24 septembre 1899 à Sedan (Ardennes), mort le 12 octobre 1966 dans le 7e arrondissement de Paris.

## Biographie
Fils de Philippe Félix Octave Morin, avocat, et de Jane Wilson, Etienne Christophe Nicolas Morin naît le 24 septembre 1899, 16 rue de Wadelincourt à Torcy commune de Sedan.
Ses pièces aux répliques cinglantes mettent souvent en scène des personnages cyniques. 
Il se marie en 1re noces, à Paramé le 17 septembre 1923 à Patricia Millicent Innes Ackland qui décède à Cannes le 29 septembre 1931 à l'âge de 29 ans,. 
Le 4 septembre 1934, à la mairie de Paris 7e, alors qu'il demeure 297 rue de Vaugirard, il épouse en seconde noces la comédienne Renée Passeur qui habite 25 rue de Lille.
Avant 1940, Steve Passeur était considéré comme un auteur d'avant-garde, mis en scène et joué notamment par Louis Jouvet, Charles Dullin, Georges et Ludmilla Pitoëff. 
Il meurt le 12 octobre 1966 dans le 7e arrondissement de Paris, à l'hôpital Laennec 42 rue de Sèvres.

## Théâtre
Dramaturge
- La Maison ouverte, pièce en 3 actes, 1925
- La Traversée de Paris à la nage, Paris, Maison de l'Œuvre, 28 mai 1925
- Un bout de fil coupé en deux, 1925
- Pas encore, Paris, Atelier, 3 février 1927.
- Le Nord-Sud de 10h12, 1927.
- À quoi penses-tu ?, Paris, Atelier, 8 octobre 1928
- Le Refuge du prophète, 1928
- Tranquillité, 1928
- Suzanne, comédie en 3 actes, mise en scène Louis Jouvet, Comédie des Champs-Élysées, 1929
- L'Acheteuse, 1930
- La Chaine, pièce en 3 actes, 1931
- Défense d'afficher, 1931
- Les Tricheurs, pièce en 3 actes. Paris, Théâtre de l'Atelier, 1932
- Une vilaine femme, pièce en 3 actes. Paris, Théâtre de l'Œuvre, 1933
- Quand le vin est tiré, 1933
- L'Amour gai, comédie en 3 actes, 1934
- Je vivrai un grand amour, 1935
- Dieu sait pourquoi, 1935
- Le pavillon brûle, 1935
- Le Témoin, pièce en 3 actes, 1936
- Un train à prendre, 1936
- Le Château de cartes, 1937
- La Pêche aux flambeaux, 1937
- Réflexion faite, 1939
- Le Paradis perdu, 1941
- Marché noir, 1941
- La Traitresse, 1946
- Le Vin du souvenir, 1947, Studio des Champs-Elysées, 27 décembre 1946
- Je vivrai un grand amour pièce en 3 actes, Théâtre des Mathurins, 1947
- 107', comédie en 3 actes. Bruxelles, Palais des beaux-arts, 1er avril 1948
- Une vilaine femme, Paris, Théâtre de l'Œuvre, 12 décembre 1952
- N'importe quoi pour elle, pièce en 3 actes, mise en scène Georges Douking, Théâtre Gramont, 19 mars 1954
- La Moitié du plaisir de Steve Passeur, Jean Serge, Robert Chazal, mise en scène Robert Hossein, Théâtre Antoine, Théâtre des Variétés, 1968

## Filmographie
Scénariste  et dialoguiste
- 1932 : Suzanne, de Léo Joannon et Raymond Rouleau
- 1932 : Panurge de Michel Bernheim
- 1936 : Port-Arthur, de Nicolas Farkas
- 1936 : Nitchevo, de Jacques de Baroncelli
- 1937 : Feu ! de Jacques de Baroncelli
- 1937 : Un grand amour de Beethoven, d'Abel Gance
- 1938 : J'accuse, d'Abel Gance
- 1938 : La Tragédie impériale, de Marcel L'Herbier
- 1939 : Entente cordiale, de Marcel L'Herbier
- 1939 : Louise, d'Abel Gance
- 1939 : L'Esclave blanche, de Marc Sorkin
- 1940 : Paradis perdu, d'Abel Gance
- 1941 : Vénus aveugle, d'Abel Gance
- 1941 : Le pavillon brûle, de Jacques de Baroncelli
- 1943 : Le Capitaine Fracasse, d'Abel Gance
- 1944 : Graine au vent, de Maurice Gleize
- 1949 : Mademoiselle de La Ferté, de Roger Dallier
- 1961 : Le Jeu de la vérité, de Robert Hossein